# Эх, ты! Ух, ты! Ишь, ты!
«Эх, ты! Ух, ты! Ишь, ты!» (эст. Uhti, uhti uhkesti!) — советский кукольный мультфильм 1969 года, созданный режиссёром Хейно Парсом на студии «Таллинфильм». Состоит из двух новелл: «Сороконожка» / Sadajalgne и «Лапоть, пузырь и соломинка» / Kukk, mull ja õled.

## Сюжет
Сороконожка
Эх... как же нелегко быть сороконожкой, говорит нам анимационная картина. Представьте взрослого папу-сороконожку, который возвращается домой после долгого трудового дня. Во-первых, всякий раз когда он собирается остановиться, ему приходиться дожидаться остальные свои тридцать восемь ног. А во-вторых, когда он, наконец, доходит до дома, и его встречает жена, то начинается нечто невообразимое! Супруга заставляет мужа надеть тапочки! А их, извините, сорок штук!
Лапоть, пузырь и соломинка
По мотивам одноимённой русской народной сказки.

Uhti, uhti uhkesti, viisk läks Tartust Viljandi,
kaasas põis ja õlekõrs, õlekõrs kui sääseõrs.
Ei saa üle Emajõest,
hüva nõu nüüd kallis tõest`!
— Адо Пирикви

## Создатели
- Режиссёр и сценарист: Хейно Парс
- Художник: Георгий Щукин
- Оператор: Антс Лооман
- Аниматоры: Аарне Ахи, Хейки Кримм, Валентин Куйк
- Куклы и декорации изготовили: Ленна Эхренбуш, Ильмар Эрнитс, Пия Ярвила, Пеэтер Кюннапу, Тилт Люттер, Урве Сунни, Август Тали, Ильмар Тамре.
- Композитор: Юло Винтер
- Звукорежиссёр: Герман Вахтель
- Песни исполняют: Детский ансамбль Эстонского радио и мужской квартет Ram-1
- Производители кукол: Пеэтер Кюннапу, Тилт Люттер
- Директор: Владимир Коринфский

## Съёмочный процесс
- Период подготовки фильма: 17 декабря 1968 г. — 16 февраля 1969 г.
- Период съёмок: 17 февраля — 13 апреля 1969 г.
- Монтаж: 14 апреля — 5 мая 1969 г.
- Сдача фильма: 5 мая 1969 г.
- Бюджет: 24 970 сов. руб.[1]